# Campo di aviazione di Trissino
Il campo di aviazione di Trissino fu uno dei primi aeroporti militari d'Italia, il primo aeroporto di Trissino fino al 1918.

## Storia
Trissino dal 19 giugno 1916 era sede del VII Gruppo (poi 7º Gruppo Autonomo Caccia Terrestre) che rimane fino al 1º gennaio 1917.
Il campo di aviazione fu attivato alla fine del 1916, posizionato sulla riva destra del fiume Agno, ad est del paese di Trissino, in provincia di Vicenza, sovrastato dalla villa Da Porto, ora Marzotto. Il campo d'aviazione militare disponeva di una pista principale di circa 600 metri di lunghezza ed era dotato di due hangar per il ricovero dei velivoli, di cui uno in muratura. Il 19 giugno vi giunse da Verona il VII Gruppo aeroplani, ed alla fine dell'anno vi si trasferì da Feltre una Sezione della 46ª Squadriglia, dotata di velivoli Farman. Tale squadriglia eseguì missioni di ricognizione in ambiente montano ad alta quota. Il 10 maggio 1917 dalla Sezione della 46ª venne tratta la 50ª Squadriglia, dotata di due aerei Farman, che fu subito assegnata al V Corpo d'armata. In seguito gli aerei divennero tre, saliti poi a sei con cinque piloti, e la squadriglia in forza al III Gruppo Aeroplani fu assegnata al X Corpo d'armata. Nel corso del mese di maggio la squadriglia compì 12 missioni di ricognizione, oltre a numerosi voli di addestramento, per conto del XXVI Corpo d'armata con ricognizioni e bombardamenti. Il 31 luglio 1917 la 50ª squadriglia si trasferì da Trissino a Villaverla, dove rimase ferma un mese per mancanza di velivoli. A Trissino non vi vennero più stanziati reparti di volo, e il campo d'aviazione fu adibito esclusivamente a campo secondario, ma per un breve periodo di alcune settimane dopo la sconfitta di Caporetto, dal 18 novembre al 3 dicembre, vi fu stanziato un reparto dell’aviazione francese dotato di velivoli da ricognizione Dorand AR, l'Escadrille 14. Dopo la fine del conflitto rimase in uso fino agli anni sessanta, quando fu ricostruito sulla riva opposta del Colombara.

### Annotazioni
1. ↑  Il terreno era di proprietà dell'ingegnere Girolamo Delle Ore (29 agosto 1857-14 maggio 1950.
2. ↑  Tale unità era stata costituita il 20 aprile 1916 come nuovo gruppo per l’arma di artiglieria.
3. ↑  Per un totale di 42 ore di volo sull'Ortigara.

### Fonti
1. 1 2  Tamiozzo 2013, p. 29.
2. 1 2 3 4  Fronte del Cielo.
3. 1 2 3 4 5  Tamiozzo 2013, p. 30.

### Pubblicazioni
- Dina Tamiozzo, Quando a Sovizzo si volava, in Il Giornale di Vicenza, n. 6, Vicenza, 15 luglio 2013,  p. 2.